# جواو فاز
جواو فاز (بالبرتغالية: João Vaz‏) هو رسام برتغالي، ولد في 9 مارس 1859 في سيتوبال في البرتغال، وتوفي في 17 فبراير 1931 في لشبونة في البرتغال.